# Kościół św. Wincentego i Narodzenia Najświętszej Maryi Panny w Krakowie
Kościół św. Wincentego i Narodzenia Najświętszej Marii Panny – zabytkowy klasycystyczny kościół rzymskokatolicki  znajdujący się w Krakowie, w dzielnicy XVIII Nowa Huta przy ul. Nadbrzezie 14, w Pleszowie. 

## Historia
Pierwsza wzmianka o kościele parafialnym w Pleszowie pochodzi z 1326 r. – wymieniono go jako siedzibę dekanatu. Według legendy konsekracji pierwszej świątyni miał dokonać Św. Stanisław. Kościół został zaprojektowany przez księdza Sebastiana Sierakowskiego w 1806 r. Wzniesiony z fundacji ówczesnych właścicieli Pleszowa książąt Czartoryskich, wyposażony staraniem następnego właściciela – Wincentego Kirchmayera.

## Architektura
Kościół wzniesiono w stylu klasycystycznym, w bryłę kościelną wkomponowano wieżę, którą w 1929 r. podwyższono do wysokości 20 metrów i nakryto nowym dachem. We wnękach fasady znajdują się figury św. św. Piotra i Pawła.

## Wnętrze

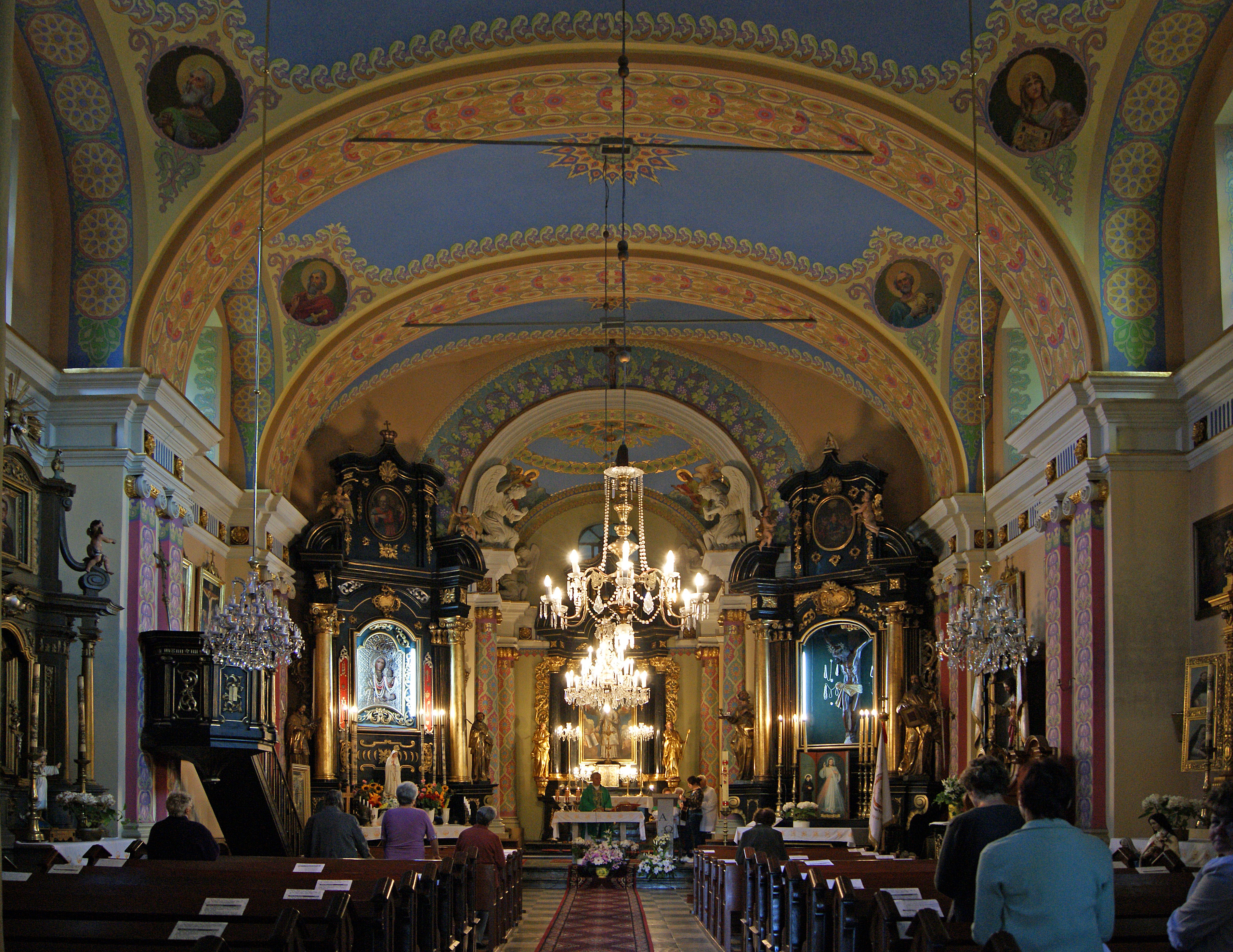
Wnętrze kościoła

Barokowy ołtarz główny wykonany z marmuru dębnickiego został zakupiony na licytacji po rozbiórce kościoła Wszystkich Świętych w Krakowie. Umieszczono w nim obraz św. Wincentego namalowany ok. 1810 r.
W bocznym rokokowym ołtarzu po prawej stronie znajduje się obraz Matki Boskiej z Dzieciątkiem w typie tzw. piekarskim z XVII wieku. W drugim bocznym ołtarzu umieszczono krucyfiks pochodzący z drugiej połowy XIX wieku. Po lewej stronie umieszczono jeszcze jeden ołtarz boczny w formie tryptyku, pochodzący ze starego drewnianego kościoła. W jego części środkowej znajduje się wizerunek św. Anny Samotrzeć, na skrzydłach wewnętrznych śś. Dominik, Katarzyna Sieneńska, Franciszek oraz Jan Kanty. Po zewnętrznej stronie skrzydeł zobaczyć można śś. Jana Ewangelistę, Elżbietę, Barbarę, jeden ze świętych jest bez oznaczeń. Na predelli umieszczono wizerunek Narodzenia Chrystusa. Tryptyk jest późnorenesansowy, pochodzący najprawdopodobniej z 1600 r. Ostatni z bocznych ołtarzy jest późnobarokowy, datowany na połowę XVIII wieku, pochodzący z kościoła cystersów w Mogile.
Klasycystyczne organy zostały wykonane w 1848 r., posadzka pochodzi z zakupu wyposażenia z kościoła Wszystkich Świętych z Krakowa. 
Wenątrz znajdują się również klasycystyczne nagrobki właścicieli Pleszowa: Jana Kirchmayera (zm. 1831) w kształcie kolumny na cokole oraz Mateusza Kirchmayera (zm. 1834) w kształcie steli.